# Georges Barathon
Georges Barathon – francuski zapaśnik walczący w stylu wolnym. Olimpijczyk z Antwerpii 1920, gdzie zajął piąte miejsce w wadze piórkowej.

## Letnie Igrzyska Olimpijskie 1920
| Konkurencja      | Rundy eliminacyjne | Klas. końcowa |
| Konkurencja      | 1/4                | Miejsce       |
| ---------------- | ------------------ | ------------- |
| 60 kg styl wolny | Sam Gerson (USA) P | 5.            |